# Stéphane Bern
Pour les articles homonymes, voir Bern (homonymie).
Stéphane Bern , né le 14 novembre 1963 à Lyon, est un animateur de radio et de télévision, acteur et écrivain franco-luxembourgeois.
Passionné par les familles royales et régnantes en Europe, il a présenté plusieurs émissions consacrées à l'histoire et au patrimoine français, qui ont contribué à partir des années 2000 à en faire une figure majeure du paysage audiovisuel français. Il est notamment connu pour être l'animateur de l'émission historique Secrets d'Histoire depuis 2007.
Par ailleurs, il présente sur l’antenne d’Europe 1 l’émission quotidienne Historiquement vôtre et commente, pour France 2, le Concours Eurovision de la chanson et la version junior.
Il est également comédien au cinéma, à la télévision et au théâtre.
Le 28 juin 2025, Stéphane Bern arrive sur la plateforme youtube avec l'agence Intello.

## Biographie

### Origines familiales et formation
Né à Lyon le 14 novembre 1963,, Stéphane Bern est issu de deux lignées de juifs ashkénazes originaires de Pologne, l'une française, l'autre luxembourgeoise.

#### Famille paternelle
Stéphane est le second fils de Louis Bern (1931-2022), attaché commercial, puis directeur de la communication dans une société pétrolière,, dont la famille est venue de Sieradz (Pologne) en France dans l'entre-deux-guerres et s'est installée à Lyon.
La famille Bern obtient par naturalisation la nationalité française après la guerre.

#### Famille maternelle
Sa mère est Melita Schlanger (1939-1992), interprète, et gérante de société.
Elle est née à Zurich de parents polonais, Sara Kurtz, née à Zurich le 22 mai 1914, et Joseph Schlanger, commerçant, né à Sokołów Małopolski.
Sara et Joseph s'installent d'abord à Zurich, puis à Luxembourg. Pendant la Seconde Guerre mondiale, alors que le Luxembourg est occupé par l'armée allemande, la famille subit les persécutions nazies : son père figure sur la liste des « juifs d'origine polonaise » livrés à la Gestapo en 1941.
Sara réussit à échapper à l'arrestation, puis à se réfugier avec Melita, en Suisse (14 octobre 1942)[réf. nécessaire].
Après la guerre, la famille se reforme à Luxembourg, où Melita étudie les sciences naturelles[réf. nécessaire] au cours des années 1950. Elle rencontre alors le Français Louis Bern, qui l'épouse vers 1960.
Joseph et Sara sont naturalisés luxembourgeois le 5 août 1963, mais cela ne concerne pas Melita, devenue française à la suite de son mariage.

#### Enfance
Louis Bern et Melita Schlanger sont tous deux des juifs pratiquants.
Ils ont un premier fils, Armand (1962-2022), futur polytechnicien, puis Stéphane en 1963. Ils continuent de résider à Lyon (dans la presqu'île) jusqu'en 1967, puis s'installent à Nancy (rue Braconnot) jusqu'en 1973, et enfin à Paris (quartier du parc Monceau).
En 2018, à l'occasion de l'émission Le Divan, Stéphane Bern évoque une enfance compliquée avec sa mère, qui manquait de tendresse et était très exigeante, avec elle-même comme avec les autres. Auprès de son père, il trouvait une écoute plus attentive. Cependant, après sa mort en 1992 des suites du diabète, il crée la fondation Mélita-Bern-Schlanger, dont l'objet est la lutte contre cette maladie.

#### Formation secondaire et supérieure
Stéphane Bern fait ses études secondaires au lycée Carnot et obtient le baccalauréat (section C) en 1981.
En 1985, il sort diplômé de l'École de management de Lyon, mais échoue à l'oral de l'Institut d'études politiques de Paris.

#### Un intérêt précoce pour les institutions monarchiques
Stéphane Bern déclare avoir développé un intérêt pour la monarchie dès son enfance, en la découvrant au Luxembourg, chez ses grands-parents. « C'était comme un royaume enchanté. J'y ai vécu des moments privilégiés. Là-bas, c’était le rêve, télé, brioches et câlins à volonté, loin de la vie parisienne austère, plaine Monceau, toujours à devoir se tenir à carreau, supporter d’être comparé au frère aîné, un petit génie promis à Polytechnique ».
En promenade devant le château de Colmar-Berg, résidence du couple grand-ducal, il s'incline bien bas[pas clair]. Son grand-père lui envoie des cartes postales représentant les membres de la famille régnante, qu'il a conservées jusqu'à aujourd'hui. Il admire à la télévision Joséphine-Charlotte de Belgique, grande-duchesse depuis 1964.
À 12 ans, à l'avènement du roi d'Espagne Juan Carlos, après la mort de Franco, il lui écrit des lettres enthousiastes.
Le 30 décembre 1983, il rencontre après lui avoir écrit le comte de Paris, Henri d'Orléans, ce qui l'a fasciné[pas clair]. C'est son père qui l'accompagne ce jour-là dans la demeure du prétendant orléaniste à Chantilly.
Son père, présent lorsque Stéphane est fait membre honoraire de l'ordre de l'Empire britannique par la reine, Élisabeth II le 5 juin 2014, alors qu'elle se trouve à Paris pour les commémorations du 70e anniversaire du débarquement de Normandie, déclare à la reine : « Mon fils est fou de vous depuis qu'il est enfant », ce qui la fait rire de bon cœur.
Sans s'en tenir à l'admiration extatique, il prend aussi la mesure du pouvoir de fascination qu'exercent les monarques et de leur utilité politique[pas clair], selon ses propres déclarations.
À propos de sa proximité avec ce milieu particulier, il précise en 1998 : « Je ne suis pas mondain. Je fais toujours en sorte de rester à ma place pour éviter que l'on m'y remette »,.
De façon plus triviale, son intérêt pour les fastes royaux l'amène à être vers 1980 hôte d'accueil au château de Versailles.

### Carrière

#### Presse écrite
De 1985 à 1987, Stéphane Bern est rédacteur en chef du magazine Dynastie. En 1987, il collabore au magazine Voici. En 1988, il devient journaliste à Jours de France.
Par la suite, il est rédacteur en chef adjoint (rubrique « Événements ») du magazine Madame Figaro.
En 2020, il rejoint Paris Match pour y assurer des récits dans la rubrique Royal blog et devient également éditorialiste associé à la rédaction de l'hebdomadaire du groupe Lagardère.

#### Radio

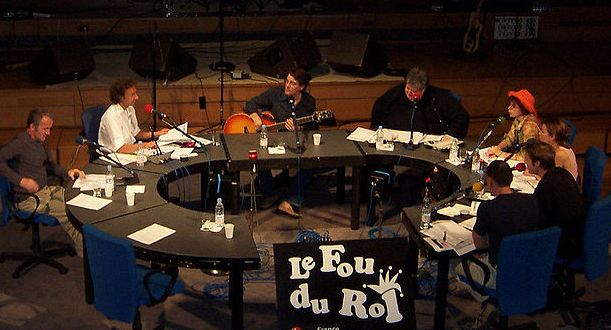
Stéphane Bern (sur la gauche) avec ses chroniqueurs et le chanteur Francis Cabrel (centre), lors de l'émission Le Fou du roi sur France Inter (2003).

De 1992 à 1997, Stéphane Bern assure une chronique sur les familles royales d'Europe à Europe 1. Il rejoint ensuite[Quand ?] RTL pour participer à l'émission de Philippe Bouvard Les Grosses Têtes.
En 2000, après avoir participé à l'émission de 11 h - 12 h 30 de Laurence Boccolini sur France Inter, il devient animateur et producteur de l'émission Le Fou du roi, dont les chroniqueurs vedettes sont Didier Porte et Daniel Morin.
Au bout de onze ans, il rejoint RTL à la rentrée 2011 pour animer l'émission À la bonne heure (11 h-12 h 30), dont les chroniqueurs sont pour la plupart issus du Fou du roi (Alix Girod de l'Ain, Régis Mailhot, Éric Dussart, Patrice Carmouze, Joëlle Goron, Didier Porte, etc.).
RTL met fin à cette émission à la fin de la saison 2020, au motif d'une audience insuffisante. La collaboration entre l'animateur et RTL s'achève alors, la station ne trouvant pas de place pour le programme envisagé par Stéphane Bern.
Le 25 mai 2020, Le Parisien annonce que l'animateur va rejoindre Europe 1 pour coanimer la tranche 16-18 heures avec Matthieu Noël à partir de la fin août 2020. Ce dernier indique : « On va parler d'histoire avec une vision transversale, en essayant de trouver des liens entre le passé et aujourd'hui […]. Stéphane fera des récits sérieux et j'apporterai une pointe de fiel, du décalage pour le déstabiliser. Peut-être serons-nous amenés aussi à jouer quelques saynètes ».
Cette émission, appelée Historiquement vôtre, évoque trois personnages d'époques différentes, mais qui ont un point commun inattendu. Il animera seul l'émission pendant la saison 2022-2023, à la suite au départ de Matthieu Noël pour France Inter.
À partir de 2023, il anime Au cœur de l'histoire, sur la même station, de 15h à 16h en semaine.
En juillet 2025, il quitte Europe 1 pour rejoindre la matinale du réseau ICI pour une chronique quotidienne.

#### Télévision
Stéphane Bern apparaît pour la première fois à la télévision, à 22 ans, le 30 novembre 1985 dans l'émission Liberté 3 sur FR3. Il est alors le rédacteur en chef du magazine Dynastie. Le 4 janvier 1989, alors âgé de 25 ans et journaliste à Jours de France, il débat avec Jean-Michel Blanquer sur La Cinq, dans l'émission Duel sur La Cinq présentée par Jean-Claude Bourret, lors du numéro « Faut-il remplacer le président de la République en France par un roi ? »,,,.
En 1994, il débute en tant que chroniqueur sur TF1. Il participe sur cette chaîne à des magazines et divertissements : tout d'abord de 1994 à 1996 dans Famille, je vous aime, une émission en deuxième partie de soirée présentée par Isabelle Quenin. De 1995 à 1996, il fait partie des chroniqueurs d'Échos de stars, un magazine présenté par Bernard Montiel, au côté d'Hermine de Clermont-Tonnerre, Isabelle Heurteaux et d'Henry-Jean Servat.
De 1996 à 1997, il participe à la version télévisée Les Grosses Têtes de Philippe Bouvard, diffusée en première partie de soirée sur TF1, qui connaît autant le succès qu'à la radio. Bern a ainsi l'occasion de mieux se faire connaître du grand public. Cependant, pour son producteur Jean-Louis Remilleux, c'est en 1997, alors qu'il intervient devant des millions de Français sur le plateau du journal télévisé de Claire Chazal pour évoquer la mort de Diana Spencer survenue le 31 août que Stéphane Bern opère une révélation médiatique. De 1997 à 2001 toujours sur TF1, il anime le magazine people Célébrités, en deuxième partie de soirée avec tout d'abord Alexandra Bronkers, puis Carole Rousseau ainsi que Benjamin Castaldi, et enfin Valérie Bénaïm. De 1998 à 2003, il anime Sagas, une émission diffusée en première partie de soirée consacrée aux VIP et aux têtes couronnées.
En 2003, il arrive sur Canal+ et anime jusqu'en 2005 20 h 10 pétantes, un talk-show quotidien diffusé entre 20 h et 21 h, dans lequel sont révélés notamment les artistes Florence Foresti et Stéphane Guillon. De 2005 à 2006, l'émission n'est plus diffusée que le vendredi et le samedi, de 19 h à 21 h, sous le nom Vendredi pétantes et Samedi pétantes.
En 2006, il arrive sur le service public où, tout d'abord, il s'essaye à l'animation de débat par l'intermédiaire de l'émission L'Arène de France sur France 2. Le programme, qui peine à trouver son public et sujet à quelques polémiques, est arrêté en 2007. Stéphane Bern se lance dans d'autres émissions et est, depuis, l'un des animateurs vedettes de France Télévisions, notamment avec son émission phare Secrets d'histoire sur France 3,. À partir de janvier 2010, il présente l'après-midi du lundi au vendredi Comment ça va bien ! entouré de nombreux chroniqueurs jusqu'à ce qu'en juillet 2016 France 2 décide d'arrêter le programme. Il présente par la suite Visites privées sur la même chaîne, une émission quotidienne tournée dans les réserves du Mobilier national. Elle est arrêtée au bout d'une saison faute d'audiences suffisantes et remplacée par Affaire conclue de Sophie Davant. Sur la même chaine, il présente occasionnellement en première partie de soirée des émissions consacrées au patrimoine français telles que Le Village/ La Maison / Le Jardin / Le Monument / La Ferme préféré(e) des Français, ainsi que des divertissements, des soirées spéciales et des jeux. Il présente Code promo le dimanche après-midi lors de la saison 2017-2018.
Il est également consultant pour France 2 lors des retransmissions télévisées des grands événements historiques, comme la fête nationale ou les commémorations du 8-Mai ou du 11-Novembre. Il a notamment commenté le mariage du prince William et de Catherine Middleton le 29 avril 2011.
Par ailleurs, il commente la finale du Concours Eurovision de la chanson pour la France : avec Cyril Hanouna pour France 3 en 2010, et pour France 2 depuis 2015 avec plusieurs personnalités (dont Marianne James). Le 25 novembre 2018, il commente le Concours Eurovision de la chanson junior avec le duo Madame Monsieur, en 2019 avec Sandy Heribert et Angelina Nava ainsi qu'en 2020 avec Carla Lazzari.
À partir de 2018, il présente avec Lorànt Deutsch le magazine Laissez-vous guider sur France 2. Du 20 octobre 2018 au 15 juin 2019, il présente le samedi à 16 h 40 sur France 2 le magazine Bons baisers d'Europe avec comme chroniqueurs Abdel Alaoui, Énora Malagré et Julia Molkhou.
En 2020, lors du départ de Jean-Pierre Pernaut au Journal du 13 h de TF1, il fait partie de la liste des prétendants à son remplacement. Il n'est finalement pas retenu.

#### Acteur à la télévision
En parallèle de ses émissions, il joue également pour la télévision : dans des séries telles que Samantha Oups !. En 2007, il interprète le rôle du chambellan dans une adaptation du conte Cendrillon des Trois contes merveilleux (pièce de théâtre filmée dans laquelle jouent les animateurs de France Télévisions, produite par Olivier Minne et diffusée sur France 2). En 2015, il apparaît dans le téléfilm Merci pour tout, Charles avec notamment Charlotte de Turckheim. En 2018, pour France 3, il incarne le rôle principal d'un gendarme dans un téléfilm de la collection Meurtres à…[réf. nécessaire].
Fin 2019, son nom est annoncé au casting d'un téléfilm produit par Morgane Productions et qui sera tourné en juillet 2020. L'animateur devrait y incarner un militaire. Il devrait également décrocher un rôle dans la saison 4 de L'Art du crime, un téléfilm diffusé sur France 2.

### Mission au sujet du patrimoine
En septembre 2017, il est chargé par le président de la République Emmanuel Macron d'une mission de six mois, pour établir une liste des monuments et des bâtiments en péril et identifier les trésors méconnus du patrimoine français. L'animateur déclare faire cette mission bénévolement. Sa nomination suscite à nouveau des critiques de la part de certains historiens, concernant son inexpérience et sa vision orientée de l'Histoire, qui redoublent après le tacle adressé aux professionnels du patrimoine par l'animateur, ainsi qu'après l'énonciation d'une de ses premières propositions — faire payer l'entrée des cathédrales, idée refusée par l'Église elle-même,.
En 2017, Stéphane Bern affirme que la loterie nationale avait été créée par François Ier pour financer la construction de châteaux et de bâtiments publics. Certes, le souverain avait lancé cette initiative par un édit de 1539, mais l'animateur ne mentionne pas le fait que celle-ci fut tellement mal gérée que ce fut un fiasco complet. Le prélèvement du roi était excessif, personne ne voulait jouer. Cette loterie n’a rien rapporté et le Parlement de Paris a combattu l’idée, refusant d’enregistrer les lettres patentes. Après quelques tentatives, tout fut abandonné et rien ne fut construit. Stéphane Bern, irrité des critiques et remontrances contre ses propositions en faveur du patrimoine, se pose en « victime d’une cabale contre lui » et réplique à ses contradicteurs : dans un message posté le 15 novembre 2017 sur son compte Twitter, il explique en avoir « ras le bol des critiques et des insultes de ceux qui ne font rien pour servir leur pays ». Trois mois après avoir reçu sa mission de la présidence de la République, il confie finalement avoir des doutes pour la mener à son terme, évoquant d'un côté le soutien de l'Élysée et de l'autre certains blocages de l'administration du ministère de la Culture.
Le 31 mai 2018, la ministre de la Culture Françoise Nyssen présente la mission Bern « Patrimoine en péril » et la publication de la liste des projets retenus. Sur les 2 000 projets qui ont été signalés par les Français, les experts du ministère de la Culture et les délégations de la Fondation du patrimoine ont analysé 251 projets dits « prioritaires », qui pourront bénéficier dès l'année 2018, des fonds issus du Loto du patrimoine. Parmi eux, 18 projets emblématiques bénéficieront d’enveloppes particulièrement significatives : un par région, soit 13 en France métropolitaine et 5 en Outre-mer. La première édition de ce Loto du patrimoine a eu lieu le 14 septembre 2018, à l’occasion des Journées européennes du patrimoine.

### Acquisition du collège royal de Thiron-Gardais
Propriétaire d'une maison sur l’île de Páros en Grèce, Stéphane Bern achète en février 2013 l'ancien collège royal et militaire de Thiron-Gardais, mis en vente par le conseil départemental d'Eure-et-Loir, dans le but de le restaurer, de le réhabiliter et de créer un musée consacré aux collèges royaux de France.
Cet édifice, bâti en 1630 par les Bénédictins de l'abbaye de la Sainte-Trinité de Tiron, est devenu un collège royal militaire en 1776 jusqu'à sa fermeture en 1793 par la Convention.
Stéphane Bern y ouvre un musée et, en 2021, choisit de s'y installer, quittant Paris où il résidait depuis cinquante ans.
En janvier 2016, il crée la fondation Stéphane Bern pour l'Histoire et le Patrimoine, abritée par l'Institut de France. Cette fondation a créé un prix qui récompense un premier livre en français à caractère historique, publié dans les trois ans précédant l'attribution, et mène une action en faveur du patrimoine.
Après sa mort, la fondation, héritière du collège royal, devra faire vivre le monument.

### Autres activités

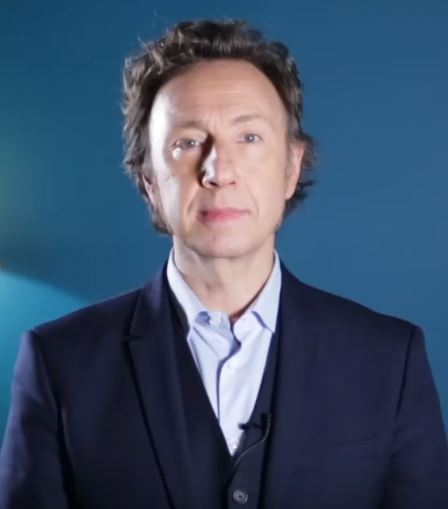
Stéphane Bern a commenté en 2017 une enquête de L214 sur l'élevage des poules pondeuses.

En 2003, le maire de Paris Bertrand Delanoë nomme Stéphane Bern président du conservatoire de musique du 9e arrondissement de Paris : le centre international Nadia et Lili Boulanger.
Membre depuis sa création en janvier 2001 de l'Académie Grévin, dont il est devenu le président en avril 2014 succédant à Bernard Pivot, il a inauguré le 10 mars 2008 son double en cire du musée Grévin, installé à côté de celui de la reine Élisabeth II du Royaume-Uni.
Il est aussi membre du cercle de l'Union interalliée, et membre des jurys du prix Oscar Wilde, du prix Hugues Capet, du prix Palatine du roman historique et du prix « Grand Siècle - Laurent-Perrier » (une marque de champagne).

### Vie privée

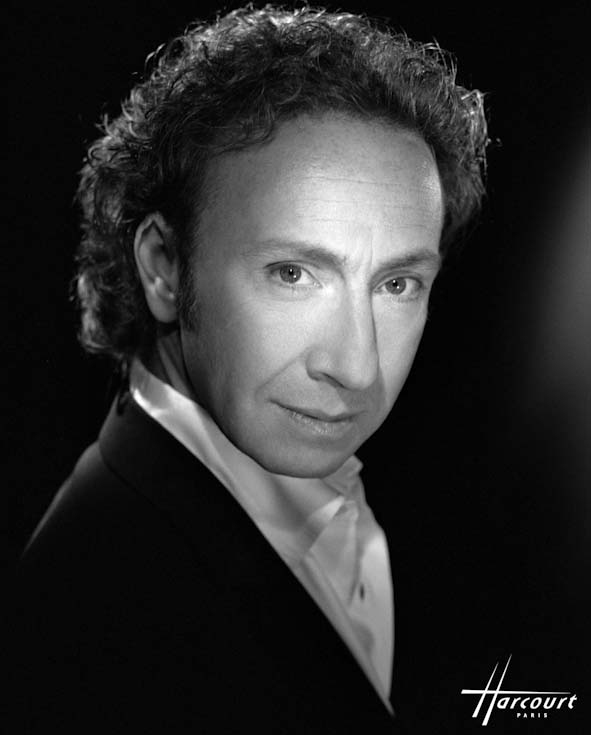
Stéphane Bern en 2005, photographié par le studio Harcourt.

En 2005, Stéphane Bern intente un procès au magazine L'Expansion auquel il reproche d'avoir évoqué son homosexualité. Il fait son coming out dans le magazine Têtu en octobre 2009, puis le 6 novembre suivant dans l'émission Vie privée, vie publique présentée par Mireille Dumas.
À propos de religion, il affirme : « Je n’ai jamais assumé le fait d’être d'origine juive, ça ne fait pas partie de mon royaume. Ce n'était que des interdits, pour ma bar-mitsva, je n'arrivais pas à lire l'hébreu. » Il dit également avoir une « fascination » pour l'Église catholique : « j'aime la pompe, l'encens, vais à la messe sans communier » mais conclut : « je n'ai pas assez de religion pour en changer ».
Il déclare également ne pas apprécier d'être ramené à ses origines et à son homosexualité : « Ma religion, c’est la République, ça veut dire que je pense que chacun a le droit à l’oubli de ses origines et communautés auxquelles il pourrait appartenir. Pour moi, c’est ça, être vraiment républicain. C’est dire je ne vois pas ta couleur de peau, je ne vois pas ton sexe, je m’en fous. Tu es là. Tu as les mêmes droits que moi ».
En août 2017, il pose dans Paris Match avec son compagnon, Lionel, qui travaille dans les nouvelles technologies. Il a auparavant vécu en couple pendant plus d'une décennie avec Cyril Vergniol, un architecte d'intérieur, qui est resté un ami.
Stéphane Bern possède aussi la nationalité luxembourgeoise depuis 2017.
Le 26 juin 2021, à l'occasion de la Gay Pride, il officialise sa relation avec Yori Bailleres, fondateur du club de rencontres Le Cercle de Socrate.
En décembre 2021, Stéphane Bern, installé à Paris depuis une quarantaine d'années, quitte son appartement situé dans le quartier de Pigalle pour s'installer en Eure-et-Loir, où il a racheté en 2013 un ancien collège royal et militaire,,. Le 25 janvier 2022, il met en vente aux enchères une grande partie de ses meubles et objets de collection afin de restaurer sa nouvelle propriété.
Le 10 août 2022, il annonce la mort de son frère Armand, à l'âge de 59 ans.

## Engagements, prises de position et polémiques

### Convictions royalistes
Depuis toujours de conviction royaliste, Stéphane Bern entre à 18 ans à la Nouvelle Action royaliste, mais en est exclu en 1999, pour avoir rendu compte dans Le Figaro de la dilapidation de l'héritage du comte de Paris. Au fil de ces années, il tisse cependant un réseau parmi les familles royales européennes.
Il est par ailleurs membre du conseil d'administration de la Fondation Saint-Louis, qui met à la disposition de l'État des biens ayant appartenu autrefois à la famille d'Orléans. Il fut aussi présent au mariage de Jean d'Orléans, duc de Vendôme (considéré par ses partisans comme le dauphin de France), avec Philomena de Tornos y Steinhart à Senlis.
Dans un entretien au journal Libération en 2016, il reconnaît au sujet de son émission phare Secrets d'histoire que les audiences contribuent à motiver des choix éditoriaux favorisant les sujets royaux, mais il estime que ces derniers doivent servir d'embrayeurs d'intérêt pour l'Histoire dans sa diversité, parlant de « devoir citoyen » :

« On n’attrape pas les mouches avec du vinaigre. Si vous voulez toucher 5 millions de personnes, vous ne pouvez pas faire de la dialectique historique. Je suis persuadé que ce qui rend l’histoire accessible, c’est que vous retrouvez les passions humaines, l’amour, le sexe, le pouvoir et l’argent. Les gens ont besoin de s’identifier. C’est juste une porte d’entrée mais j’ai conscience que c’est parcellaire. »

### Action politique comme élu ou soutien
De 1999 à 2001, Stéphane Bern est conseiller municipal du 9e arrondissement de Paris (à la suite de la démission d'un conseiller RPR ; le maire de cet arrondissement est Gabriel Kaspereit, un ami de son père). Il termine son mandat déçu par cette équipe et, en conséquence, décide de soutenir Jacques Bravo, la tête de liste socialiste de cet arrondissement.
Lors de la campagne pour l'élection présidentielle de 2017, il est annoncé parmi les personnalités attendues à un meeting de soutien au candidat En marche, Emmanuel Macron, le 17 avril à Bercy. Sur le plateau de C à vous le 9 mai 2017, soulignant qu'il « ne prend jamais position en raison de son attachement au service public », Stéphane Bern indique qu'Emmanuel Macron est un ami mais qu'il ne s'est jamais rendu à un de ses meetings. Il a toutefois été membre de la « cellule culture » du candidat pendant sa campagne. Il est présent à la brasserie La Rotonde, où le candidat fête sa qualification pour le second tour.
Lors de la campagne pour les élections régionales de 2021 en Île-de-France, Stéphane Bern s'est rendu sur invitation du candidat écologiste Julien Bayou auprès des opposants au projet d'aménagement de la partie centrale de l'île Seguin à Boulogne-Billancourt (Hauts-de-Seine). Le projet prévoit la construction d'un jardin de 15 000 mètres carrés, avec 123 500 mètres carrés de bureaux, dont une tour de 96 mètres et 6 500 mètres carrés de commerces. Il se positionne pour « la préservation d'un chapelet d'îles sur la Seine [à] absolument protéger ». Il estime aussi qu' « il y a eu beaucoup de projets au fil du temps sur cette île qui n'ont pas abouti, comme celui de Pinault, [et qu'on] va se retrouver avec des bureaux alors que le télétravail est plus que jamais mis en avant, c'est un manque de vision sur l'avenir ».
En février 2024, il annonce être candidat aux élections municipales partielles de sa commune, Thiron-Gardais, en Eure-et-Loir, qui interviennent après la démission du maire sortant. Il est élu au conseil municipal le 17 mars 2024 avec 97,3 % des suffrages exprimés. Certains s’amusent alors à comparer ce score à celui de Vladimir Poutine, réélu le même jour avec « seulement » 88,4 % des voix.

### Position sur le mariage des couples de même sexe
En 2013, Stéphane Bern signe le manifeste intitulé « Au mariage pour tous, nous disons oui », déclarant que cette position n'est pas liée au fait qu'il soit gay (d'ailleurs, il n'envisage pas de se marier), revendiquant plutôt « le droit à l'indifférence ».
Il dénonce également le double langage de Jean-François Copé, alors président de l'UMP, qui participe aux manifestations françaises contre le mariage homosexuel en 2013 tout en s'y étant déclaré, selon lui, favorable à titre privé,.

### Émission culinaire sur YouTube
Le 13 avril 2016, Stéphane Bern est l'invité principal de la première de l'émission Les Recettes pompettes (adaptation de l'émission québécoise homonyme), diffusé sur YouTube et présentée par Monsieur Poulpe. L'émission déclenche une polémique, du fait de son concept (« Ici, on fait à manger et on boit de l’alcool »).

### Avis sur la Révolution française
L'historien Guillaume Mazeau, spécialiste de la Révolution française, souligne que les intervenants de l'émission Laissez-vous guider du 2 mai 2019 consacrée à la Révolution française, Stéphane Bern et Lorànt Deutsch, sont connus pour leurs positions royalistes,. D'autres historiens dont Sophie Wahnich, spécialiste de ce thème et directrice de recherche au CNRS, relèvent des biais idéologiques dans le programme,,. Simultanément, Alexis Corbière, député de La France insoumise, regrette dans le magazine Marianne que le point de vue républicain n'ait pas une place plus grande.

### Vision sur l'ordonnance de Villers-Cotterêts
Le 18 septembre 2017, Stéphane Bern, aux côtés du président de la République Emmanuel Macron, présente une version contestée par les historiens de l'ordonnance de Villers-Cotterêts, qui impose simplement en 1539 le français dans les documents officiels à la place du latin, et non pas le français comme langue unique du royaume de France,,. Il faut en effet attendre la Révolution française et Henri Grégoire, dans le rapport Grégoire du 4 juin 1794, sous la Convention nationale, pour que l'initiative de la généralisation de la langue française soit prise.

### Utilisation de pseudonymes sur Internet
Le 1er janvier 2021, il se prononce contre l'utilisation de pseudonymes sur les réseaux sociaux (une pratique souvent assimilée à une forme d'anonymat). Interrogé sur la réussite médiatique de la décennie, il déclare : « Twitter ! […] C'est devenu l'une des premières sources d'information du public. A contrario, c'est aussi un déversoir de haine. Il serait temps que l'anonymat soit levé. Je veux bien me faire critiquer mais qu'au moins Sérotonine62 ou Antitout24 daignent le faire à visage découvert ! ».

### Cancel culture
Interrogé au sujet du déboulonnage des statues de certains personnages historiques en 2020, il se déclare opposé à ce type de pratique et de manière plus générale à la cancel culture.
Dans la même lignée, il se déclare inquiet face à la difficulté d'organiser certaines commémorations en France comme le bicentenaire de la mort de Napoléon Ier : « Napoléon s’inscrit dans le prolongement de la Révolution, et surtout, il est le concentré des contradictions de son temps. […] Napoléon est l’une des grandes victimes françaises de la cancel culture à l’américaine, ce mouvement qui consiste à critiquer sans connaître, à condamner sans savoir. J’estime que, plutôt qu’être jugé, il mérite d’être étudié. Il nous laisse tant que son œuvre mérite d’être regardée avec recul, sans aduler ni blâmer ».

### Éoliennes
Stéphane Bern a pris position contre l'installation d'éoliennes. Confirmant cette prise de position, il écrit une tribune le 30 mai 2021 dans Le Figaro, accusant la ministre de la Transition écologique, Barbara Pompili : « Mme Pompili contrevient à la loi écocide qu'elle fait voter en se rendant coupable de destruction d'un patrimoine naturel, d'atteintes à la biodiversité, d'artificialisation des sols et de soutien aux énergies fossiles… car, en fin de compte, les éoliennes fonctionnent seulement 25 % du temps ». Il ajoute que « les éoliennes terrestres ou maritimes sont responsables d'un drame écologique en ruinant la biodiversité ». Cette prise de position est remarquée pour l'approximation de certaines de ses affirmations.

### Poules pondeuses élevées en cage
En 2017, dans une vidéo de l'association L214, Stéphane Bern présente les images tournées dans un élevage de 138 000 poules pondeuses. Il soutient ainsi l'interdiction totale de l'élevage en cage.

## Résumé de son activité professionnelle

### Publications

#### Livres

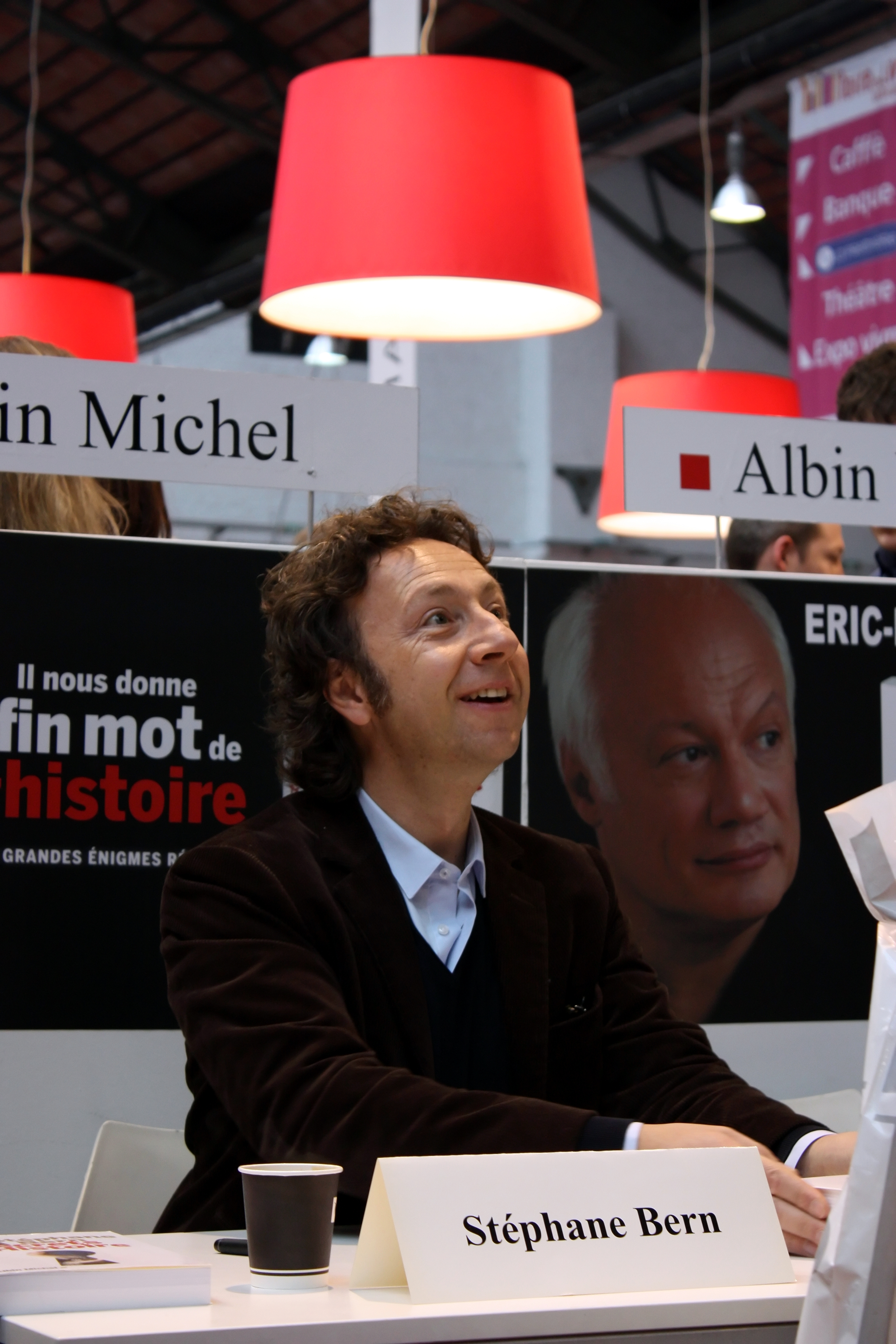
Stéphane Bern à la Foire du livre de Bruxelles en 2011.

- L'Europe des rois (avec une préface de Otto de Habsbourg-Lorraine), éd. Lieu commun, Paris, 1988, 507 p. + 8 p. de planches illustrées,  (ISBN 286-705-114-2), (BNF 34961572)
- Les Couronnes de l'exil, éd. Balland, Paris, 1990, 332 p. + 16 p. de planches illustrées,  (ISBN 2-7158-0808-9), (BNF 35286958)
- La Monarchie dans tous ses états, éd. Balland, coll. « Document », Paris, 1992, 328 p.,  (ISBN 2-7158-0968-9), (BNF 35569310)
- Moi Amélie, dernière reine de Portugal, roman, éd. Denoël, Paris, 1997, 326 p.,  (ISBN 2-207-24160-2), (BNF 36167835)
- Diana, princesse des cœurs, éditions Michel Lafon, Paris, 1997[108]
- « God Save the Queen » ! Cinquante ans de tempête chez les Windsor, éd. Michel Lafon, Paris, 1998, 349 p.,  (ISBN 2-84098-416-4), (BNF 36991213)
- Lady Di, éditions Flammarion, Paris, 1998[108]
- Rainier de Monaco et les Grimaldi, éd. L'Archipel, Paris, 1999, 126 p.,  (ISBN 2-84187-208-4), (BNF 37086443)
- Mon royaume à moi, éd. Albin Michel, Paris, 2000, 224 p.,  (ISBN 2-226-11410-6), (BNF 37101414)
- avec Éric Jansen, Sagas, TF1 éd., Paris, 2000, 219 p. + 16 p. de planches illustrées,  (ISBN 2-87761-175-2), (BNF 37220978)
- Diane de France, la princesse rebelle, éd. Flammarion, Paris, 2003, 315 p. + 8 p. de planches illustrées,  (ISBN 2-08-067735-7), (BNF 39070792)
- Un si joli monde, roman, éd. Flammarion, Paris, 2006, 347 p.,  (ISBN 978-2-08-068699-2), (BNF 40934332)
- Plus belle sera la vie, roman, éd. Plon, Paris, 2007, 242 p.,  (ISBN 978-2-259-19540-9), (BNF 41076281)
- Grace Kelly, coédition Albin Michel – Nostalgie, Paris, coll. « Nostalgie », 2007, 139 p.,  (ISBN 978-2-226-15220-6), (BNF 41096500)
- Oubliez-moi, éd. Flammarion, Paris, 2009,  (ISBN 978-2081208506)[108]
- Une vie de chien. Les animaux chéris des grands de ce monde, éd. Albin Michel, Paris, 2009,  (ISBN 978-2226192950)[108]
- Au cœur de l'Écosse, éd. Flammarion, Paris, 2009 (en collaboration avec Franck Ferrand, Guillaume de Laubier, et Angelika Cawdor) (ISBN 978-2-08-122670-8)[108]
- Le Livre fou… du roi, éd. Flammarion, Paris, 2010,  (ISBN 978-2081233430)[108]
- Secrets d'histoire, éd. Albin Michel, Paris, 2010
- Secrets d'histoire, tome 2, éd. Albin Michel, Paris, 2011
- Le Destin d'une reine pour le jubilé de diamant d'Elizabeth II, éd. Albin Michel, Paris, 2012
- Secrets d'histoire, tome 3, éd. Albin Michel, Paris, 2012
- Portrait de Cour, avec Franck Ferrand, éd. Chêne, Paris, 2012
- Guillaume & Stéphanie, Album-souvenir du mariage princier, éd. Saint Paul, Paris, 2012
- Les Mystères de l'histoire, albums pour enfants (Louis XIV, Napoléon, la Révolution Française, Molière), éd. Albin Michel, Paris, 2013
- Le Bel Esprit de l'histoire, éd. Albin Michel, Paris, 2013
- Secrets d'histoire, tome 4, éd. Albin Michel, Paris, 2013
- Châteaux royaux de France, éd. Albin Michel, Paris, 2013
- Les Pourquoi de l'Histoire, éd. Albin Michel, Paris, 2014
- Secrets d'histoire, tome 5, éd. Albin Michel, Paris, 2014
- Jean de Luxembourg, éd. Saint-Paul, 2014
- Le château de Chantilly, les trésors d'une collection d'art royale, cosigné avec Edwart Vignot, éd. Place des Victoires, 2014
- Les Pourquoi de l'Histoire 2, éd. Albin Michel, Paris 2015
- Secrets d'histoire, tome 6, éd. Albin Michel, Paris, 2015
- Secrets d'histoire - illustrés, éd. Albin Michel, Paris, 2015
- Le Village préféré des Français, éd. Albin Michel, Paris, 2015
- Les Pourquoi de l'Histoire 3, éd. Albin Michel, Paris 2016
- Secrets d'histoire, tome 7, éd. Albin Michel, Paris, 2016
- Mon Luxembourg, un pays à découvrir, Flammarion (photos : Guillaume de Laubier), 2016
- Piques & Répliques de l'histoire, éd. Albin Michel, Paris, 2017
- Vallée royale de l'Eure, de Chartres à Rouen, avec Alexis Robin, éd. Sagamédias, 2017
- Secrets d'histoire, tome 8, éd. Albin Michel, Paris, 2017
- Les Pourquoi de l'histoire 4, éd. Albin Michel, Paris, 2018
- Pourquoi sont-ils entrés dans l'histoire ?, éd. Albin Michel, Paris, 2019
- Sauvons notre patrimoine, éd. Place des éditeurs, Paris, 2019
- Secrets d'histoire, tome 9, éd. Albin Michel, Paris, 2019
- Secrets d'histoire, tome 10, éd. Albin Michel, Paris, 2020
- Les Records de l'histoire, éd. Albin Michel, Paris, 2020
- Laissez-vous guider : Le Paris du moyen âge, avec Lorànt Deutsch, éd. Michel Lafon, Paris, 2020
- La Vie retrouvée d'un collège royal : Bienvenue chez Stéphane Bern, éd. Albin Michel, 2022
- Les secrets de… l'Élysée, éd. Plon, 2022.
- La Reine qui aimait la France, éd. Plon, 2023.
- Les secrets du château de Windsor, éd. Plon, 2023.

#### Préfaces
- Alexis Grüss et Joëlle Chabert, Rêver les yeux ouverts (avec une préface de Stéphane Bern), éd. Desclée de Brouwer, Paris, 2002, 213 p.,  (ISBN 2-220-05181-1), (BNF 39051593).
- Philippe Delorme, La Reine mère. Légendes et vérités, Balland, 2002, réédition numérique Kindle, Les 3 Orangers, 2014.
- Stelios Anastasiadis, Cuisine d'un voyageur grec (traducteur non connu, avec une préface de Stéphane Bern), éd. Acanthe, coll. « Cuisine d'ici et d'ailleurs », Châtenay-Malabry, 2003, 70 p.,  (ISBN 2-84942-004-2), (BNF 39156868).
- Guillaume Lepron et Alexis Robin, Maintenon en guerre, de l'Amirauté à la Libération, éd. Beaufort, Paris, 2018.

### Théâtre
- 2006 : Numéro complémentaire de Jean-Marie Chevret, mise en scène d'Alain Sachs (théâtre Saint-Georges) : Jean-Édouard Bernel, spécialiste des têtes couronnées.
- 2019-2021 : Vous n'aurez pas le dernier mot, seul en scène de Diane Ducret, mise en scène par Jérémie Lippman au théâtre Montparnasse puis au théâtre du Palais-Royal avant une tournée.

### Filmographie

#### Cinéma
- 2001 : Absolument fabuleux de Gabriel Aghion : lui-même en tant qu'animateur de l'émission Célébrités.
- 2003 : Laisse tes mains sur mes hanches de Chantal Lauby : un sportif indélicat.
- 2004 : Le Plaisir à 20 ans de Yannick Perrin : lui-même (sur Canal + uniquement)[109],[110].
- 2006 : Les Aristos de Charlotte de Turckheim : lui-même
- 2011 : Celles qui aimaient Richard Wagner de Jean-Louis Guillermou : Louis II de Bavière
- 2012 : Il était une fois, une fois de Christian Merret-Palmair : lui-même
- 2015 : Connasse, princesse des cœurs  de Noémie Saglio et Éloïse Lang : lui-même
- 2018 : Mme Mills, une voisine si parfaite  de Sophie Marceau : lui-même
- 2023 : 38°5 quai des Orfèvres de Benjamin Lehrer : un prisonnier

#### Télévision

##### Séries télévisées
- 2007 : Samantha Oups ! produite par France 2 : lui-même
- 2011 : Sois riche et tais-toi, produite par Comédie+ : lui-même
- 2014 : Nos chers voisins : Fête des voisins : Christophe, le manager du centre d'hébergement de luxe pour chiens et chats
- 2021 : L'Art du crime (saison 4, épisode 1 : Le testament de Van Gogh) : Julien Quignard
- Depuis 2022 : Bellefond : Antoine Bellefond
- 2023 : La Guerre des trônes, la véritable histoire de l'Europe (saison 7) : George III d'Angleterre

##### Téléfilms
- 2007 : Trois contes merveilleux, fiction télévisée produite par Olivier Minne, réalisée par Hélène Guétary - conte Cendrillon : le chambellan
- 2015 : Merci pour tout, Charles, téléfilm d'Ernesto Oña : l'agent immobilier
- 2018 : Meurtres en Lorraine, de René Manzor : Nicolas Muller
- 2022 : Pour l'honneur d'un fils d'Olivier Guignard : Paul Leclerc
- 2023 : Un gars, une fille (au pluriel) : Un gars[111]

#### Doublage / voix-off

##### Films et séries télévisées
- 2000 : Les Razmoket à Paris, le film : Jean-Claude (voix française)
- 2017 : Lego Batman, le film de Chris McKay : Alfred Pennyworth (voix française)[112]
- 2014-2017 : Silex and the City, série télévisée d'animation, d'après la bande dessinée de Jul : le roi Louis-Quaternaire
- 2018 : 50 nuances de Grecs, série télévisée de Jul : personnage d'Orphée
- Depuis 2021 : Idéfix et les Irréductibles (série télévisée d'animation) : le narrateur.
- 2021 : Pourris gâtés de Nicolas Cuche : voix-off d'introduction.
- 2024 : Silex and the City, le film de Jul et Jean-Paul Guigue : le commissaire d'expo

##### Spectacle
Depuis 2015, aux côtés de Ève Ruggieri et Robert Hossein, il prête sa voix à la narration du vaste spectacle Le Fabuleux Noël du château de Maintenon, qui retrace l'ascension de Madame de Maintenon, l'épouse secrète de Louis XIV.

#### Vidéos
En 2019, il visite en exploration nocturne le château de Maintenon avec les vidéastes Florian Henn, Julien Aubrée et François Calvier de la chaîne Mamytwink, passionnés d'histoire et férus d'exploration de lieux abandonnés et historiques. La vidéo sera publiée sur YouTube sous le nom : Exploration nocturne d’un château avec Stéphane Bern,.
Stéphane Bern apparaît dans une vidéo du Youtubeur Cyprien postée le 18 juillet 2023, intitulée Le mashup des jeux vidéos. Il y incarne un personnage du jeu vidéo Assassin's Creed, tout en reprenant certains codes de son émission Secrets d'Histoire.

### Animation

#### Radio
- 1992-1997 : chroniqueur des familles royales d'Europe sur Europe 1
- 1997-2000 : sociétaire des Grosses Têtes sur RTL
- 2000-2011 : producteur et animateur de l'émission Le Fou du roi sur France Inter
- 2011-2020 : animateur de l'émission À la bonne heure sur RTL
- 2020-2022 : co-animateur avec Matthieu Noël de Historiquement vôtre de 16h à 18h sur Europe 1
- 2022-2023 : animateur de Historiquement vôtre de 16h à 18h sur Europe 1 (départ de Matthieu Noël pour France Inter)
- 2023-2025 : animateur de Au cœur de l'Histoire de 15h à 16h sur Europe 1
- Depuis 2025 : chroniqueur dans la matinale d’Ici

#### Émissions de télévision
- 1989 : Duel sur La Cinq (La Cinq) : débatteur
- 1994 à 1996 : Famille, je vous aime (TF1) : chroniqueur
- 1995 à 1996 : Échos de stars (TF1) : chroniqueur
- 1996 à 1997 : Les Grosses Têtes (TF1) : sociétaire
- 1997 : Spécial Royale sur M6
- 1997 à 2001 : Célébrités (TF1) : coanimation avec Alexandra Bronkers, puis avec Carole Rousseau et Benjamin Castaldi puis avec Valérie Bénaïm
- 1998 à 2003 : Sagas pendant les étés (TF1) : présentation
- 2002 : Meurtres dans l'aristocratie sur 13e rue
- 2003 à 2006 : 20 h 10 pétantes puis Vendredi pétantes et Samedi pétantes (Canal+).
- 2006 à 2007 : L'Arène de France (France 2)
- 2007 : Un autre monde (émission consacrée à diverses civilisations, France 2)
- 2007 : Pourquoi les manchots n'ont-ils pas froid aux pieds ? (France 2)
- Depuis 2007 : Secrets d'histoire (France 2 puis France 3)
- 2008 : Rêves de Luxes (Vivolta)
- 2008 : Le Lauréat de l'Histoire : émission de culture générale coprésentée avec Jamy Gourmaud (France 3)
- 2009 : La télé est à vous !, en compagnie d'Audrey Chauveau (France 2)
- 2010 : Philippe Bouvard, 50 ans de rire ! (France 2)
- 2010 - 2016 : Comment ça va bien ! (France 2)
- 2010 : Teum-Teum (France 5) : participation au cours de laquelle il part à la découverte de Trappes et de ses habitants
- 2010 : En route pour l'Eurovision : coanimateur avec Cyril Hanouna (France 3)
- 2010 : Finale du 55e Concours Eurovision de la chanson à Oslo (Norvège) en tant que commentateur, en compagnie de Cyril Hanouna (France 3)
- 2010 : La Télé est à vous, présentation de la soirée du réveillon du 24 décembre (France 2)
- 2011 : en compagnie de Marie Drucker pour commenter le mariage du prince William et de Catherine Middleton (France 2)
- 2011 : commentaires du mariage du prince Albert II de Monaco et Charlene Wittstock (France 2)
- 2011 : Votre plus belle soirée, en compagnie de Julien Courbet (France 2)
- 2011 : Guide pour Craig Ferguson dans l'émission spéciale Le Late Late Show avec Craig Ferguson à Paris (CBS)
- 2011 et 2013 : La Maison préférée des Français (France 2)
- 2012 : Les Stars chantent la tête dans les étoiles, au profit du Sidaction, avec Michel Cymes, Virginie Guilhaume et Alexandre Devoise (France 2)
- 2012 : jubilé de diamant de la reine Élisabeth II ; présentation en compagnie de Marie Drucker et de Karl Lagerfeld (France 2)
- Depuis 2012 : Le Village préféré des Français (France 2 de 2012 à 2018, France 3 à partir de 2019)
- 2013 : Toute la télé chante pour le Sidaction (France 2) : participation
- 2013 : C à vous (France 5) : animateur une fois
- 2013 : Soir de fête à Versailles avec Shirley et Dino (France 2)
- 2013 et 2014 : Le Jardin préféré des Français (France 2)
- 2013-2015 : C'est votre vie ! (France 2)
- 2014 - 2015 et 2020 : Le Monument préféré des Français (France 2)
- Depuis 2015 : Concours Eurovision de la chanson :
  - commentateur de la finale sur France 2 avec Marianne James (2015-2017), Amir (2017), Alma et Christophe Willem (2018), Sandy Héribert et André Manoukian (2019) puis Laurence Boccolini (depuis 2021)
  - commentateur des deux demi-finales en 2025 sur Culturebox/France 4
- 2015 : Quatre résistants au Panthéon, retransmission lors de l'entrée au Panthéon de Pierre Brossolette, Geneviève de Gaulle-Anthonioz, Germaine Tillion et Jean Zay : émission spéciale présentée par Julian Bugier, avec S. Bern comme consultant et Nathalie Saint-Cricq (France 2)
- 2015 : Ronde de nuit au musée du Louvre (France 2)
- 2016 : 170 ans de la SPA, les plus belles histoires (France 2) avec Élodie Gossuin
- 2016 : Tous au Lido pour le Sidaction avec Line Renaud (France 2)
- 2016-2017 : Visites privées (France 2)
- Depuis 2016 : Escapade viennoise (France 2)
- Depuis 2016 : Le Concert du Nouvel An (France 2)
- 2017 : Ensemble pour les Antilles, en compagnie de Marie-Sophie Lacarrau (France 2)
- Depuis 2017 : Le Concert du 14 Juillet (France 2)
- 2017 - 2018 : Code promo (France 2)
- 2017 : Soir de fête à Rio (France 2)
- 2017 : Michel Sardou, dernier Show (France 2)
- 2018-2019 : La Fabuleuse Histoire (France 2)
- 2018-2020 : Tout le monde joue, coanimation avec Nagui (France 2)
- Depuis 2018 : Laissez-vous guider, avec Lorànt Deutsch (France 2)
- 2018-2020 : Tirage du Super Loto « Mission patrimoine » : coprésentation avec Jean-Pierre Foucault (TF1)
- 2018 : Les Héros du patrimoine : coprésentation (France 3)
- 2018 : Jean Paul Gaultier fait son show : coanimation avec Jean-Paul Gaultier et Daphné Bürki (France 2)
- 2018-2019 : Bon baisers d'Europe (France 2)
- Depuis 2018 : Concours Eurovision de la chanson junior (France 2) : commentateur avec Madame Monsieur en 2018, Sandy Héribert en 2019, Carla en 2020, 2022 et 2023, Laurence Boccolini en 2021
- 2019 : Notre-Dame de Paris, le grand concert coprésenté avec Marie-Sophie Lacarrau (France 2)
- 2019 : Les 130 ans de la Tour Eiffel, coprésentée avec Marie-Sophie Lacarrau (France 2)
- 2019-2020 : Nos plus belles années télé, coanimée avec Bruno Guillon (France 2)
- 2020-2021 : Si les murs pouvaient parler  (France 3)
- 2020 : Eurovision : Europe Shine a Light (France 2)
- 2020 et 2021 : Les Victoires de la musique (France 2) avec Laury Thilleman en 2021
- 2020 : Le Concert de Noël de Notre-Dame (France 2)
- 2020 : La Grande Soirée du 31 à Versailles (France 2)
- 2021 et 2022 : Eurovision France, c'est vous qui décidez, avec Laurence Boccolini (France 2)
- 2021 : Symphonissime (France 2)
- 2021 et 2022 : Les Victoires de la musique classique (France 3) avec Marina Chiche et seul en 2022
- 2021 : La Ferme préférée des Français (France 3)
- 2021 : Dans les secrets de l'exposition Napoléon (France 2)
- 2021 : Révolution ! Entre peur et espérance (France 2)
- 2021 : La Grande Soirée du 31 à Chantilly (France 2)
- 2022 : Escapade à Turin (France 2)
- 2022 : La Grande Soirée du 31 à Fontainebleau, avec Nicky Doll (France 2)
- 2023 : Unis face au séisme, avec Léa Salamé (France 2)
- 2023 : Dans les secrets de l'exposition Ramsès (France 2)
- 2023 : La Grande Soirée des cabarets, avec Nicky Doll (France 2)
- Depuis 2023 : La Grande Soirée du 31 de Paris, avec Marie Portolano (France 2)
- 2024 : Escapade à Malmö (France 2)
- 2024 : Paris accueille la flamme olympique (France 2) : coanimation avec Daphné Bürki
- 2024 : Pierre de Coubertin, grandeur et mystères du père des JO (France 2)
- 2024 : 80 ans de la libération de Paris avec Jean-Baptiste Marteau (France 3)
- 2024 : France terre d’expériences (France 2)
- 2024 : Notre-Dame Résurrection (France 2)
- 2024 : Notre-Dame la réouverture avec Julian Bugier (France 2)
- 2024 : La Grande Soirée Notre-Dame (France 2)
- 2024 : La Grande Soirée du 31 de Paris avec Mohamed Bouhafsi et Magali Ripoll (France 2)
- 2025 : Les stars s’unissent pour le Sidaction (France 2)
- 2025 : Le concert de la paix (France 2)
- 2025 : Dans les coulisses de l'Eurovision 2025 (France 2)
- 2025 : Ensemble pour nos animaux, fête les 180 ans de la SPA (France 3)
- 2025 : Ardisson, l'Homme en Noir : l'hommage (France 2)
- 2025 : Le Quiz des régions, qui sera la meilleure ? (France 3)

## Distinctions

### Décorations

#### Décorations françaises
- Chevalier de la Légion d'honneur (2019)[117] ;
- Chevalier de l'ordre des Palmes académiques (2015)[118] ;
- Officier de l'ordre des Arts et des Lettres (2010)[119] ;
- Médaille des réservistes volontaires de défense et de sécurité intérieure, argent

#### Décorations étrangères
- Officier de l'ordre de Léopold (2013,  Belgique)[120] ;
- Officier de l'ordre de Rio Branco ( Brésil) ;
- Commandeur de l'ordre de l'Honneur (2021,  Grèce)[121] ; officier (2015)[122] ;
- Commandeur de l'ordre de Mérite du grand-duché de Luxembourg (2015,  Luxembourg)[123] ;
- Commandeur de l'ordre d'Adolphe de Nassau (2013,  Luxembourg)[124] ;
- Officier de l'ordre de Grimaldi (2024,  Monaco)[125],[126],[127];
- Membre de l'ordre de l'Empire britannique (2014,  Royaume-Uni). Distinction remise exceptionnellement à un étranger par la reine Élisabeth II[128] ;
- Médaille du Centenaire de la Grande Union ( Roumanie) ;
- Commandeur de mérite avec plaque de l'ordre sacré et militaire constantinien de Saint-Georges (2019,  Italie)[129].
- Médaille d'or de l'ordre du Mérite d'Autriche (2024)

### Récompenses
- 2011 : prix Roland-Dorgelès, catégorie « Télévision »[130] ;
- 2018 : médaille du Mérite européen[131] ;
- 2018 : prix Europa Nostra du Patrimoine européen, remis à Berlin[132].

### Distinctions honorifiques
- 2016 : parrain du 40e régiment de transmissions de Thionville[133] ;
- 2018 : officier de la réserve citoyenne dans la Garde républicaine.